# Vladimir Chor
Vladimir Iefimovitch Chor (en russe : Владимир Ефимович Шор), né le 12 septembre 1917 à Tiflis et mort le 12 novembre 1971 à Leningrad, est un traducteur russe et soviétique.

## Biographie
Vladimir Chor naît le 12 septembre 1917 à Tbilissi. Son père est ingénieur et sa mère médecin. Sa famille emménage à Odessa en 1918 puis à Petrograd en 1924. Il est amputé d'une main dans son enfance à la suite d'un accident. 
Il fait ses études à l'Institut de philosophie, de littérature et d'histoire (ЛИФЛИ), puis à la faculté de lettres de Leningrad. Il devient en 1943 candidat ès lettres, avec une thèse soutenue  sur l'œuvre des frères Goncourt. Ses premiers travaux portent ensuite sur, notamment, Jean-Richard Bloch. 
Il enseigne les langues étrangères, et dirige la chaire des langues étrangères de l'École des mines de Leningrad de 1946 à 1962. Dans les années 1960 et 1970 , il est responsable d'un séminaire de jeunes traducteurs à la section de Léningrad de l'Union des écrivains soviétiques.
Il publie de 1960 plusieurs ouvrages théoriques et historiques sur la traduction. Ses principales traductions sont faites à partir de l'anglais, du français et de l'allemand. Il s'agit notamment des romans L'Abbé de Walter Scott , du Château d'Otrante d'Horace Walpole, du Meunier d'Angibault de George Sand, des tragédies de Jean Racine Iphigénie et Andromaque (les deux en co-traduction avec sa femme, Inna Chafarenko), des poèmes et drames poétiques de Victor Hugo, Charles Baudelaire, Paul Verlaine, Jules Laforgue, Émile Verhaeren, etc.
Vladimir Chor a fréquenté de jeunes poètes, parmi lesquels Aleksandr Gorodnitski (ru) qui lui a dédié un poème consacré à son enseignement. La poétesse lelena Ignatova a témoigné de l'atmosphère protectrice qu'entretenaient Vladimir Chor et sa femme : « Dans cette maison régnaient l'intelligence, la bonté, l'amour du travail ». Les mémoires de Vladimir Chor ont conservé une partie de l'œuvre poétique d'Alik Rivine.
Des poèmes pastiches de Vladimir Chor sont restés non publiés.
Sa fille Ioulia Chor (ru) est également traductrice.